# Styrax limprichtii
Styrax limprichtii är en storaxväxtart som beskrevs av Alexander von Lingelsheim och Borza. Styrax limprichtii ingår i släktet Styrax och familjen storaxväxter. Inga underarter finns listade i Catalogue of Life.